# Йохан Филип Игнац Шенк фон Щауфенберг
Йохан Филип Игнац Шенк фон Щауфенберг (на немски: Johann Philipp Ignaz Schenk von Stauffenberg; * 26 август 1656 в Айхщет; † 23 април 1698 в Марлофщайн, Бавария) е благородник от швабския стар благороднически род Шенк фон Щауфенберг във Вилфлинген.
Той е вторият син на Ханс Зигизмунд Шенк фон Щауфенберг (1607 – 1678/1679) и съпругата му Маргарета Урсула Шенк фон Гайерн († 1687), дъщеря на Мартин Шенк фон Гайерн и Мария Магдалена фон Вернау. Брат е на Максимилиан Готфрид (1646 – 1699).

## Фамилия
Йохан Филип Игнац Шенк фон Щауфенберг се жени на 20 юни 1684 г. в Хартхаузен в област Гюнцбург за Мария Магдалена фон Ридхайм (* 26 юни 1653; † 16 януари 1706, Бамберг). Те имат три деца:
- Филип Адам Зигизмунд Шенк фон Щауфенберг (* 2 май 1688; † 28 юни 1724 в Грайфенщайн), женен за Мария Елизабет фон Бетендорф (* 10 март 1690, Кьонигсдорф; † 26 май 1755), дъщеря на Адолф Йохан Карл фон Бетендорф и Анна Мария Кемерер фон Вормс
- Себастиан Шенк фон Щауфенберг (* 30 юли 1692, Марлофщайн; † 9 юли 1762, Бамберг), фрайхер, женен на 24 август 1721 г. в Тругенхофен за графиня Мария Магдалена Тереза Сузана Шенк фон Кастел
- Мария Катарина Елизабет Шенк фон Щауфенберг (* 30 юли 1689; † 8 май 1726, Райхенау), омъжена на 7 февруари 1711 г. в Бамберг за фрайхер Йохан Антон Франц фон Ратценрид